# Tacoma, Washington
Tacoma je grad u američkoj saveznoj državi Washington. Prema popisu stanovništva iz 2010. u njemu je živjelo 198.397 stanovnika.